# Cheval à Porto Rico
Le cheval à Porto Rico (espagnol : caballo) arrive avec les troupes des conquistadors et les colons espagnols en 1509. Son élevage s'implante rapidement, et de grands troupeaux de chevaux sauvages se forment en raison des conflits entre les Espagnols et les natifs Amérindiens. Ces troupeaux sauvages disparaissent au XVIIIe siècle, et de nouvelles importations de chevaux sont effectuées. Avec la modernisation des modes de vie au XXe siècle, le nombre de chevaux à Porto Rico a fortement diminué, s'établissant à environ 6 600 têtes en 2014.
Les pratiques locales comptent des courses de chevaux, du polo, ainsi que de l'équitation de loisir et du tourisme équestre.
Porto Rico est connue pour abriter une population locale de petits chevaux insulaires dotés d'allures supplémentaires. C'est l'un des berceaux de la race du Paso Fino, qui est devenu un symbole de cette île. Le cheval est cité dans les contes populaires portoricains, dans lesquels il joue le plus souvent un rôle d'aidant, grâce à ses pouvoirs surnaturels.

## Histoire
Des fossiles de chevaux sauvages datant de la Préhistoire ont été retrouvés sur tout le continent américain. Le cheval disparaît environ 10 000 ans av. J.C., peut-être sous la pression de la chasse des populations humaines. L'espèce est réintroduite par des explorateurs et des colons européens sous sa forme domestique, au XVe siècle. 

### Premières introductions

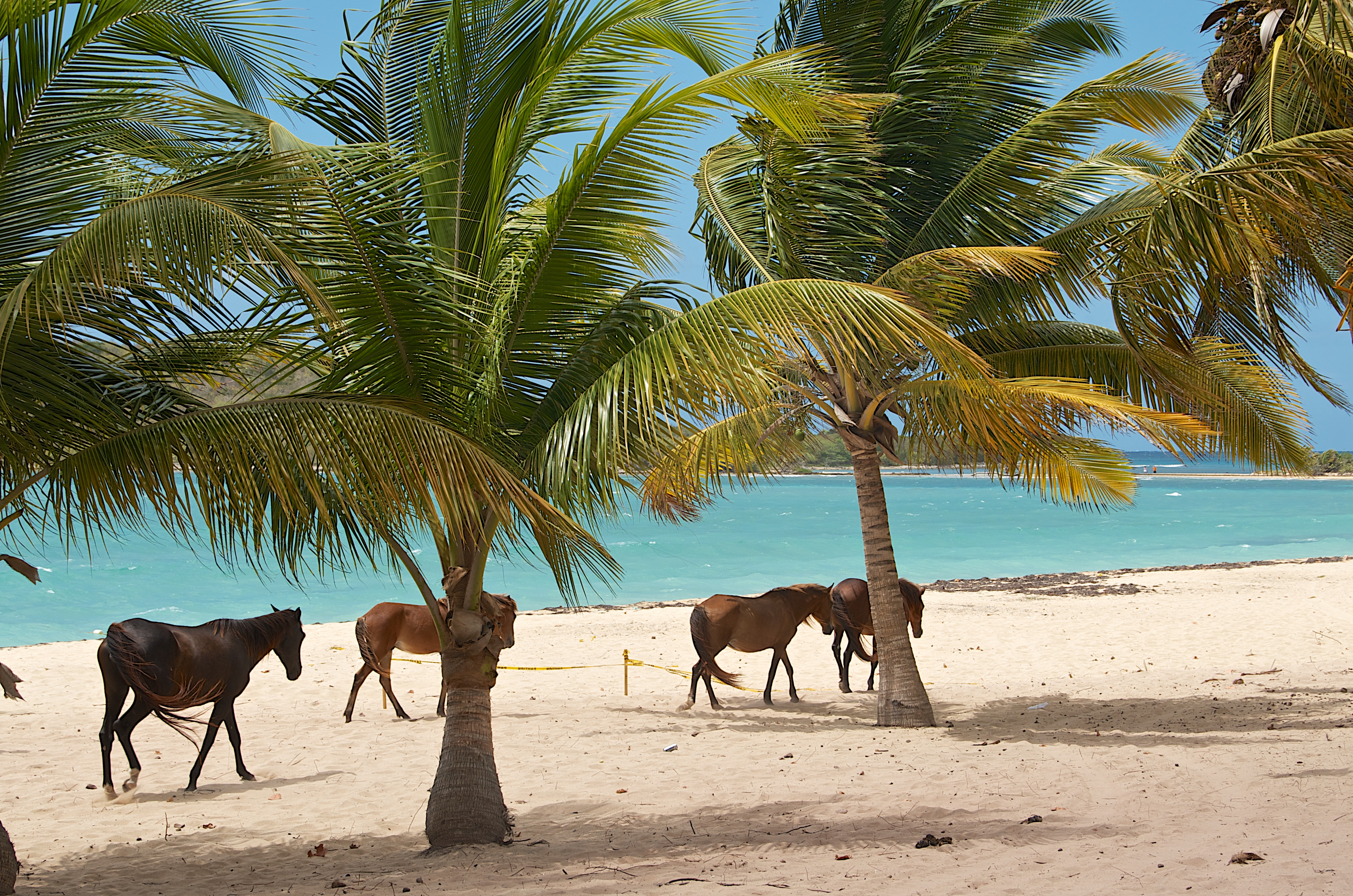
Chevaux en liberté sur la plage de Puerto Real, Vieques.

Tous les chevaux qui peuplent l'île de Porto Rico proviennent de l'île voisine d'Hispaniola,. En effet, Porto Rico n'avait aucun cheval au moment où l'ordonnance royale interdisant les exportations de chevaux espagnols vers les « Indes » est entrée en vigueur, en 1507,. Le protectionnisme et la brève tentative de monopole sur l'île d'Hispaniola freinent l'implantation de l'élevage du cheval par les Espagnols sur Porto Rico. Du bétail est introduit sur la côte par Vicente Yañez de Pinzón en 1508 sur ordre du gouverneur Ovando, mais aucun cheval, probablement en raison de sa valeur militaire,. Il est en revanche possible que Juan Ponce de León ait laissé quelques chevaux sur place lors de son passage avec 42 soldats à « Borriquén » (Pueblo Viejo (en)), en août 1508, afin de signer un pacte avec les Amérindiens,. La première implantation certaine du cheval sur l'île date du 2 mai 1509, à l'instigation de Ponce de León dans le but d'« imposer le respect » aux Amérindiens. L'usage du cheval dans cette colonie est cependant rendu difficile à cause du mauvais état des chemins et de la présence de marais environnants.
Des analyses génétiques menées sur 200 chevaux portoricains en 2022 suggèrent que certains des chevaux espagnols importés initialement sur l'île soient porteurs de la mutation génétique « DMRT3 », responsable d'une configuration différente du circuit spinal qui permet la présence d'allures supplémentaires à quatre temps. Ces chevaux espagnols présentent les influences génétiques du Barbe, du Genet d'Espagne, de l'Andalou, du Lusitanien et du Jaca de Séville, ainsi que celle des poneys celtes et races apparentées présentes dans le Nord de l'Espagne.

### Généralisation de l'élevage
Porto Rico devient rapidement un lieu d'élevage de chevaux militaires qui sont ensuite exportés pour les conquêtes espagnoles du Mexique, du Honduras et du Pérou. 
En 1511, Ponce de León dispose d'une cavalerie et de chiens de chasse, qui lui permettent de contrer la rébellion des Amérindiens contre le système de privilèges établi par son prédécesseur Juan Cerón. Les conflits réguliers entre les Espagnols et les Amérindiens conduisent à une dispersion de certains chevaux, qui retournent à l'état sauvage et forment des troupeaux dits cimarrones. Ils se multiplient rapidement, comme cela a aussi été observé sur Hispaniola. Ces chevaux sauvages restent présents sur la côte orientale de l'île, en petit nombre, au début du XVIIe siècle. D'après Antonio de Herrera y Tordesillas, les Amérindiens mènent régulièrement des raids pour voler des juments. À la fin du XVIe siècle, le révérend Egamblie, qui accompagne le duc de Cumberland, décrit ces chevaux comme nombreux et bien conformés, mais manquant de taille. Ils sont presque essentiellement montés pour voyager.
Au XVIIIe siècle, la crainte d'une dégénérescence monte, en parallèle d'exportations massives des chevaux portoricains et d'importations de races d'origine étrangère, en particulier du cheval flamand déjà présent aux États-Unis.
En 1861, Sainte-Rose Suquet estime que les chevaux de Porto Rico sont supérieurs, « sans comparaison aucune », à ceux de toutes les autres îles des Antilles, ce alors que le zoologue Ángel Cabrera estime à l'inverse, en 1945, que les chevaux portoricains ont dégénéré dans leurs allures et leur beauté.

### Déclin moderne
Au milieu du XXe siècle, avec la modernisation des modes de vie, les usages utilitaires des chevaux se réduisent au rôle de compagnons des jíbaro, les paysans portoricains, avec une concurrence de l'âne.
En 1961, sur la base des données de la FAO, la population chevaline de Porto Rico est estimée à 26 000 têtes.

## Pratiques et usages

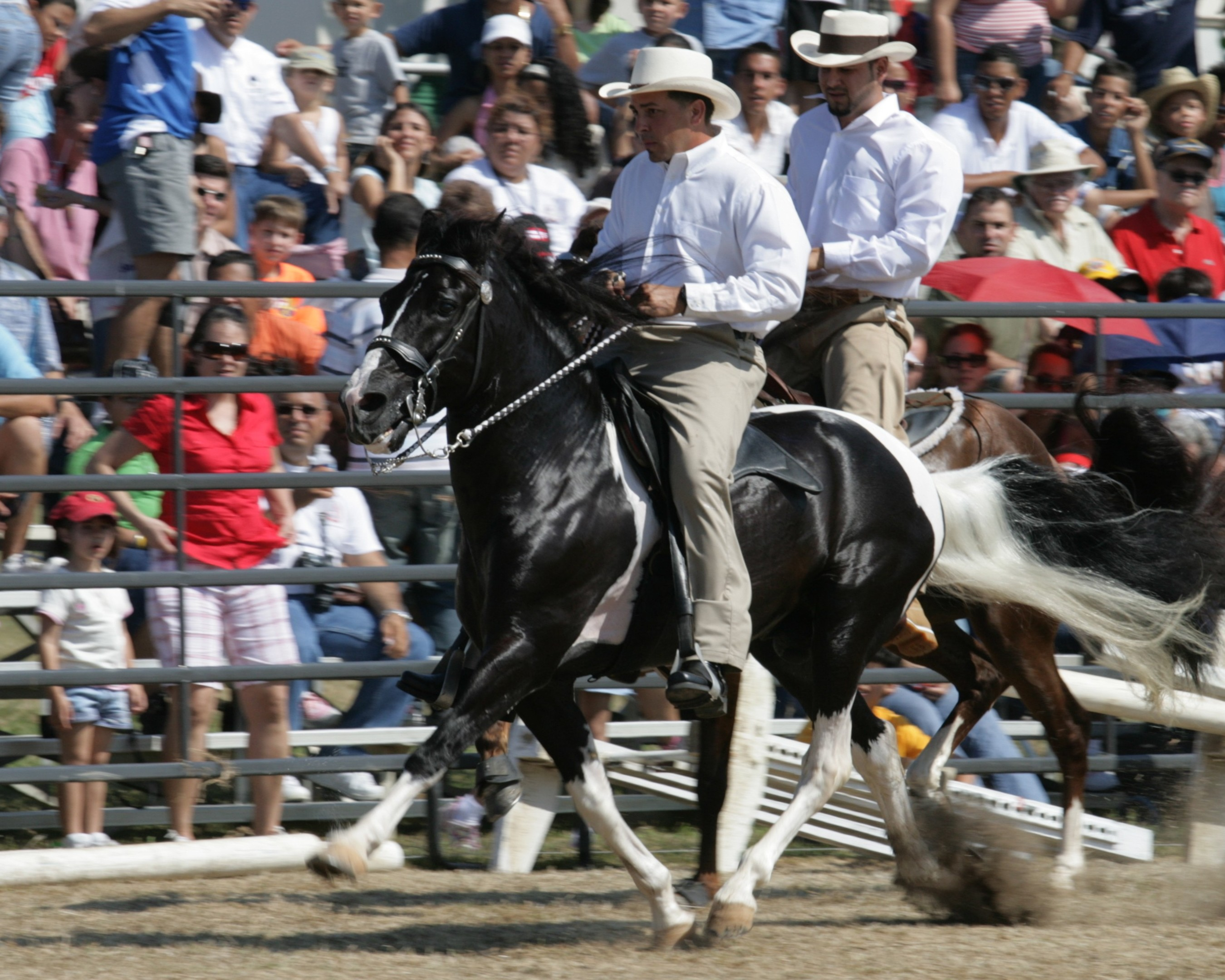
Course de chevaux ambleurs dans le vieux San Juan, vers 2006.

La pratique du ferrage est longtemps restée inconnue sur l'île de Porto Rico, commençant tout juste à être introduite dans les années 1860. Historiquement, les chevaux de l'île ont porté des charges particulièrement lourdes par comparaison à leur taille,. Ils ont aussi été dressé à des âges trop jeunes, généralement vers deux ans. L'amélioration des routes et des chemins sous l'influence nord-américaine y a réduit l'usage du cheval. Les utilisations traditionnelles des chevaux ont donc considérablement diminué au XXe siècle. 
Les compétitions de Paso Fino (compétitions d'allures et d'élégance) deviennent courantes à partir du milieu du XIXe siècle. Le sport hippique reste pratiqué, avec des courses tenues tous les mercredis, vendredis et dimanches à l'hippodrome de El Comandante près de Canóvanas, à l'Est de San Juan. Regarder les courses de Paso Fino est l'un des loisirs favoris des portoricains. Il existe aussi une offre de tourisme équestre, notamment de promenades à cheval sur le bord des plages.
Depuis le début du XXIe siècle, la pratique du polo a gagné en popularité en tant que spectacle, et peut être vue sur une grande partie de l'île.

## Élevage
L'ouvrage de Chris J. Mortensen indique un cheptel total de 6 600 têtes sur l'île de Porto Rico en 2014.

### Races élevées

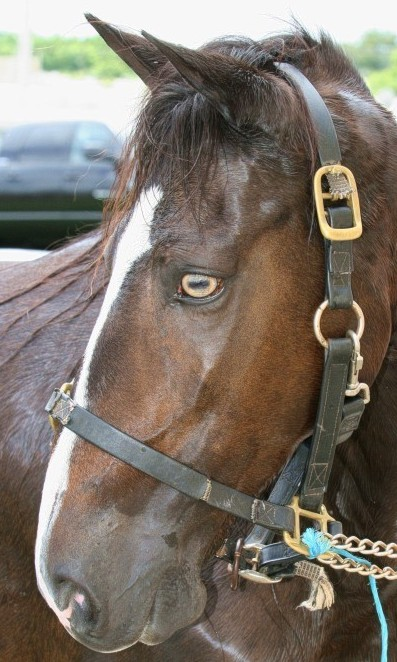
« Œil de tigre » d'une jument Paso Fino portoricaine.

La base de données DAD-IS n'indique la présence d'aucune race de chevaux à Porto Rico. Cependant, d'autres sources citent cette île comme l'un des berceaux de la race du Paso Fino,. La sélection du Paso Fino a débuté dans les exploitations agricoles portoricaines, où les propriétaires terriens et les contremaîtres supervisaient
leurs plantations à cheval : ils ont choisi des chevaux capables de marcher en douceur et en sécurité sur terrain irrégulier. Les premières occurrences du terme « Paso Fino » remontent à 1840. Certaines caractéristiques physiques associées à l'esthétisme ont été recherchées, notamment une crinière épaisse et abondante, une queue longue et élégante, et des yeux jaunes brillants, parfois appelés des « yeux de tigre ».
Le Paso Fino est largement exporté de ses frontières natales, vers l'Amérique du Nord, l'Amérique du Sud et l'Europe. Il est localement élevé à Arenales, Coamo, et sur l'île de Vieques.
L'autre race chevaline de Porto Rico est le Criollo local, nommée en anglais Puerto Rican Non-Purebred (Portoricain qui n'est pas de race pure).
Le mélange des races de chevaux importées sur l'île a donné naissance à ce Criollo local, de petite taille mais puissant. En 1945, Cabrera décrit le Criollo portoricain comme petit, soit 1,25 m à 1,40 m en moyenne, et exceptionnellement jusqu'à 1,46 m. Suquet note que la taille des chevaux s'est amoindrie (évolution insulaire), quoique de façon moins flagrante que dans des îles voisines. Le corps est court, la tête grosse et mal attachée, l'encolure droite, mince et courte, le poitrail étroit et peu profond, la croupe très inclinée, les jambes longues et le ventre généralement gonflé à cause de l'alimentation herbeuse. Cabrera note également leur ressemblance avec le Barbe de Tunis et du Nord du Maroc. Ces chevaux sont très doux, sobres, rustiques et résistants par comparaison à leur taille réduite. Suquet leur décrit de même une extrême docilité, la sobriété, la résistance à la fatigue, et l'aptitude à se laisser glisser au bas de pentes. Ces chevaux Criollo sont toujours omniprésents sur l'île de Porto Rico en 2022.
Ces chevaux disposent d'allures variées, dont des allures artificielles, qui leur sont enseignées,. Le cheval portoricain est aussi caractérisé par son amble, nommé menudo.

### Maladies et parasitisme
En 1935, Horatio Luther Van Volkenberg a publié à la Puerto Rico Agricultural Experiment Station (Station agricole expérimentale de Porto Rico) une étude sur les parasites et parasitoses du cheval.

## Culture

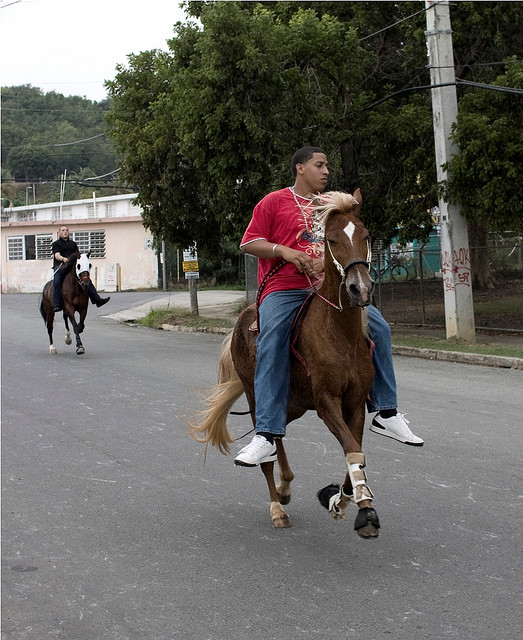
Équitation de loisir dans les rues de Porto Rico.

D'après Rafael Ocasio, le cheval est très présent dans les contes populaires portoricains, où il peut être un prince enchanté. Trois de ces contes, soit El caballo misterioso, El caballito negro et El padre y los tres hijos, mettent en scène un jeune Jíbaros (paysan) dans un milieu hostile et déroutant. Les chevaux aident les protagonistes de ces histoires, grâce à leurs pouvoirs surnaturels. Le conte El caballo de siete colores (Le cheval de sept couleurs) introduit Juan Bobo, l'un des personnages enfants les plus populaires du folklore portoricain. 
Ángel Cabrera cite les noms de couleurs de robe donnés aux chevaux de Porto Rico. Le cheval de robe baie à l'aspect ciré est nommé acebonado, le cheval zain de robe foncée caoba, et le bai rouan canario. La robe alezane est nommée alazano, et la robe grise rucio. Le rouan est nommé jobero et l'aubère manchado, qui signifie « tacheté », ou bien « pompadour ». 
Le Paso Fino est devenu l'un des symboles de Porto Rico, une fierté et une incarnation des traditions locales,. Une Foire du Paso Fino (Paso Fino Fair) a lieu chaque année en mars dans la ville de Guayama : des cavaliers s'affrontent montés sur des Paso Fino, dans une série d'épreuves. 